# Virginia Slims of Los Angeles 1992
Virginia Slims of Los Angeles 1992 — жіночий тенісний турнір, що проходив на відкритих кортах з твердим покриттям Manhattan Country Club у Мангеттен-Біч (США). Належав до турнірів 2-ї категорії в рамках Туру WTA 1992. Відбувсь удев'ятнадцяте і тривав з 10 до 16 серпня 1992 року. Друга сіяна Мартіна Навратілова здобула титул в одиночному розряді, свій сьомий на цьому турнірі, й отримала 70 тис. доларів США.

## Фінальна частина

### Одиночний розряд
Мартіна Навратілова —  Моніка Селеш 6–4, 6–2
- Для Навратілової це був 3-й титул в одиночному розряді за сезон і 160-й — за кар'єру.

### Парний розряд
Аранча Санчес Вікаріо /  Гелена Сукова —  Зіна Гаррісон-Джексон /  Пем Шрайвер 6–4, 6–2